# Advanced Composition Explorer

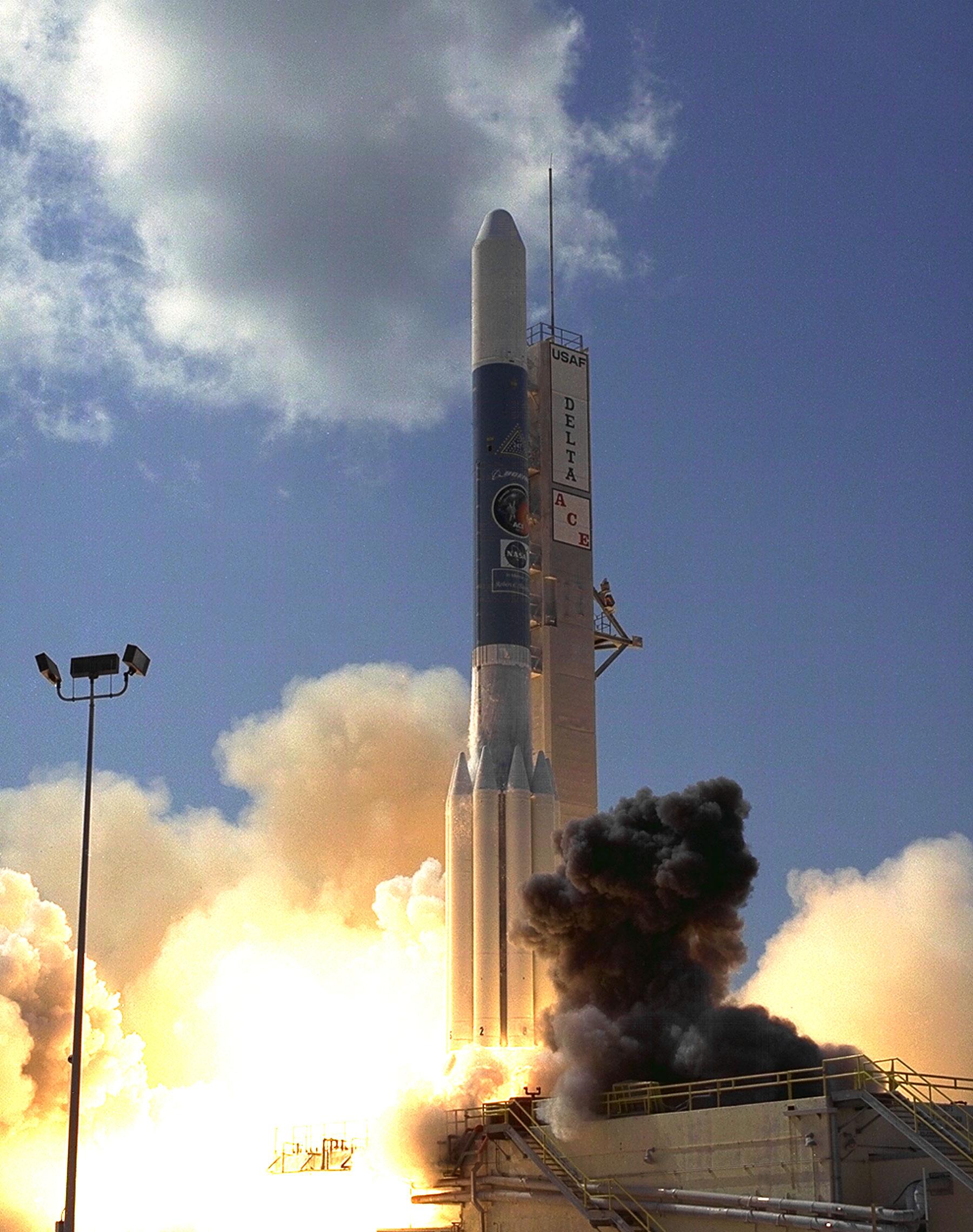
Start rakiety Delta II z sondą ACE

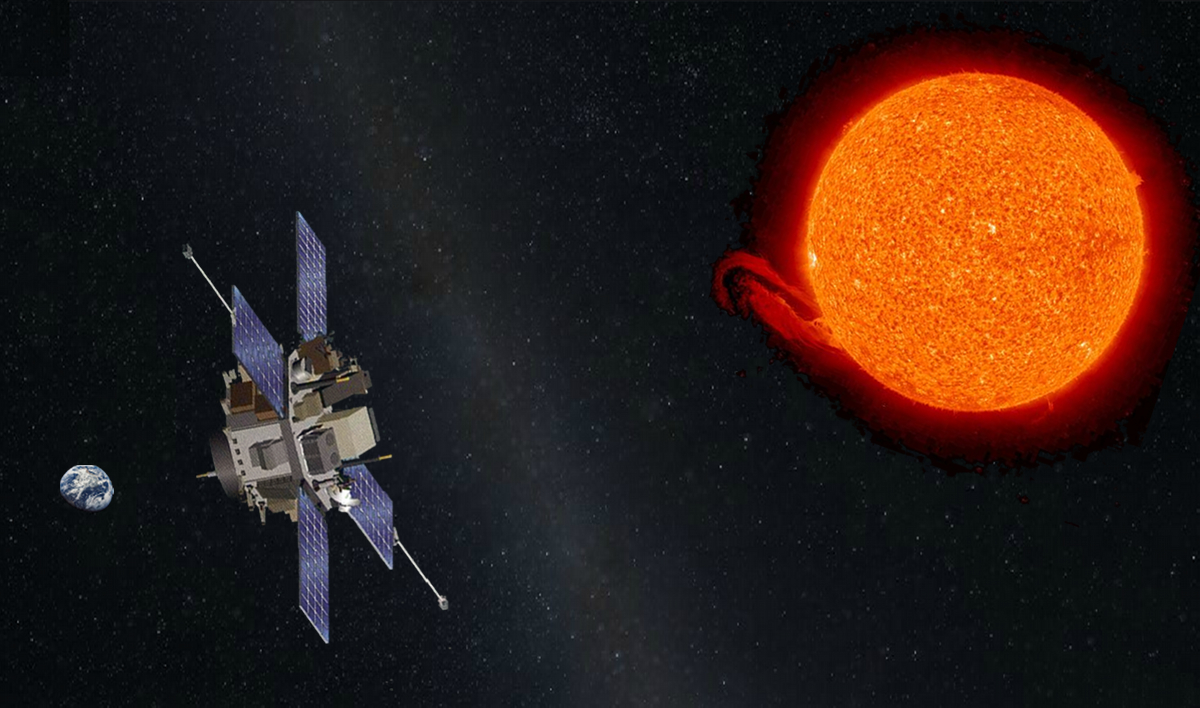
Wizja artystyczna sondy ACE na orbicie wokół punktu L1 układu Ziemia – Słońce

Advanced Composition Explorer (ACE) – amerykańska sonda kosmiczna, której misja jest realizowana w ramach programu Explorer. Po starcie 25 sierpnia 1997, sonda została skierowana na orbitę Lissajous wokół punktu L1 układu Ziemia – Słońce, skąd prowadzi pomiary in situ cząstek pochodzących z korony słonecznej, ośrodka międzyplanetarnego, lokalnego ośrodka międzygwiazdowego i materii galaktycznej. Dane z sondy wykorzystywane są do wczesnego ostrzegania przed burzami magnetycznymi.

## Przygotowania do misji
Koncepcja misji ACE (początkowo nazwana Cosmic Composition Explorer) powstała w czerwcu 1983, na spotkaniu grupy naukowców zorganizowanym na University of Maryland. Propozycja została przesłana do NASA, lecz nie została wtedy podjęta. Ponownie przedstawiono ją w 1986 roku, jako odpowiedź na ogłoszone przez NASA zaproszenie do uczestnictwa w programie Explorer (Explorer Concept Study Program). W 1988 projekt misji został, jako jeden z czterech, wybrany do jednorocznej fazy A (Concept Study) programu.
22 kwietnia 1991 został podpisany kontrakt między ośrodkiem NASA Goddard Space Flight Center (GSFC) a California Institute of Technology, co oficjalnie zapoczątkowało misję ACE. Faza B (Definition Study) rozpoczęła się w sierpniu 1992. Wstępna ocena projektu misji (Preliminary Design Review) odbyła się w listopadzie 1993, po czym przystąpiono do fazy C/D (Implementation).
Kierownictwo nad misją przejęło NASA Goddard Space Flight Center. Sonda została skonstruowana przez Johns Hopkins University Applied Physics Laboratory (APL). Kierownictwo nad konstrukcją instrumentów sondy sprawował California Institute of Technology. Po zakończeniu integracji instrumentów z sondą, przeszła ona serię testów kolejno w APL i GSFC, po czym została przetransportowana na kosmodrom Cape Canaveral Air Force Station, gdzie przeprowadzone zostały finalne etapy montażu i testów przedstartowych oraz integracja sondy z rakietą nośną.

## Cele misji

### Cele naukowe misji
Głównym zadaniem sondy ACE jest określenie i porównanie składu pierwiastkowego i izotopowego próbek materii pochodzącej z korony słonecznej, ośrodka międzyplanetarnego, lokalnego ośrodka międzygwiazdowego i materii galaktycznej.
Zakres energii pokrywany przez spektrometry sondy obejmuje od około 100 eV/nukleon do około 600 MeV/nukleon. Rozstrzygające badania obfitości zostaną wykonane dla praktycznie wszystkich izotopów o liczbie atomowej Z = 1–30 (od wodoru do cynku), z obserwacjami sięgającymi do cyrkonu (Z = 40).
Porównanie tych próbek materii posłuży do przeprowadzenia badań nad pochodzeniem i ewolucją Układu Słonecznego i materii galaktycznej, dzięki wyodrębnieniu efektów takich fundamentalnych procesów jak: nukleosynteza, rozdzielanie cząstek naładowanych i neutralnych, przyspieszanie plazmy oraz cząstek nadtermicznych i wysokoenergetycznych. W szczególności instrumenty sondy ACE umożliwiają przeprowadzenie badań z szerokiego zakresu fundamentalnych problemów w następujących obszarach:
- Skład pierwiastkowy i izotopowy materii:
  - Stworzenie wykazu obfitości izotopów w materii słonecznej na podstawie bezpośredniego badania jej próbek.
  - Ustalenie ze znacznie poprawioną dokładnością składu korony słonecznej.
  - Określenie różnic izotopowych między galaktycznym promieniowaniem kosmicznym i materią Układu Słonecznego.
  - Pomiar składu międzygwiezdnych i międzyplanetarnych jonów przechwyconych (ang. pick-up ions).
  - Ustalenie składu izotopowego składnika anomalnego promieniowania kosmicznego (ang. anomalous cosmic ray component), reprezentującego próbkę lokalnego ośrodka międzygwiazdowego.
- Pochodzenie pierwiastków i proces ewolucji składu materii:
  - Poszukiwanie różnic w składzie izotopowym między materią słoneczną a meteorytową.
  - Ustalenie wkładu wiatru słonecznego i słonecznych cząstek wysokoenergetycznych do składu materii księżycowej i meteorytowej oraz do atmosfer i magnetosfer planetarnych.
  - Ustalenie dominujących procesów nukleosyntezy, które mają wkład w materię źródeł promieniowania kosmicznego.
  - Ustalenie czy promieniowanie kosmiczne jest próbką świeżo zsyntetyzowanej materii (np. z supernowych), czy współczesnego ośrodka międzygwiazdowego.
  - Testowanie modeli ewolucji Galaktyki poprzez poszukiwanie wzorów w składzie izotopowym materii słonecznej i galaktycznej.
- Powstawanie korony słonecznej i przyspieszanie wiatru słonecznego:
  - Wyodrębnienie dominujących procesów formowania korony słonecznej dzięki porównaniu obfitości pierwiastków w koronie i fotosferze.
  - Zbadanie stanu plazmy w miejscu źródeł wiatru słonecznego i słonecznych cząstek wysokoenergetycznych poprzez pomiar i porównanie stanów ładunku elektrycznego w tych dwóch populacjach.
  - Zbadanie procesów przyspieszanie wiatru słonecznego i frakcjonowania zależnego od ładunku lub masy w różnych rodzajach przepływów wiatru słonecznego.
- Przyspieszanie i transport cząstek:
  - Wykonanie bezpośrednich pomiarów frakcjonowania zależnego od ładunku i/lub masy podczas rozbłysków słonecznych i procesów przyspieszania w przestrzeni międzyplanetarnej.
  - Wprowadzenie ograniczeń na modele rozbłysków słonecznych, szoków koronalnych i przyspieszania w przestrzeni międzyplanetarnej dzięki danym o ładunku, masie i danym spektralnym obejmującym zakres energii do 5 rzędów wielkości.
  - Sprawdzenie teoretycznych modeli dla rozbłysków bogatych w 3He i słonecznych rozbłysków promieniowania gamma.
  - Pomiar skal czasowych przyspieszania i propagacji promieniowania kosmicznego przy użyciu datowania izotopowego.

### Eksperyment RTSW
Sonda ACE umieszczona jest na orbicie położonej w odległości około 1,5 mln km od Ziemi w kierunku Słońca. Sprawia to, że znajduje się w dogodnej pozycji do wykonywania pomiarów parametrów międzyplanetarnego pola magnetycznego i wiatru słonecznego, które wpływają na tzw. pogodę kosmiczną (ang. space weather), zanim zderzą się one z ziemską magnetosferą. Umieszczony na pokładzie sondy system RTSW (Real Time Solar Wind) zbiera i przekazuje w czasie rzeczywistym na Ziemię dane pomiarowe z czterech instrumentów (EPAM, MAG, SIS i SWEPAM). Dzięki temu możliwe jest wydawanie, z wyprzedzeniem do jednej godziny, ostrzeżeń przed nadchodzącymi burzami magnetycznymi, które są rezultatem interakcji między międzyplanetarnym i ziemskim polem magnetycznym. Mogą one prowadzić do nagłego wzrostu ilości cząstek naładowanych uwięzionych w magnetosferze Ziemi. Intensywne burze magnetyczne mogą zaburzać pracę i powodować uszkodzenia naziemnych systemów energetycznych, zakłócać łączność radiową oraz uszkadzać satelity na orbicie wokółziemskiej.
Przekazywane przez system RTSW dane obejmują pomiary prędkości, gęstości i temperatury wiatru słonecznego z instrumentu SWEPAM, wektory pola magnetycznego z instrumentu MAG oraz strumienie cząstek naładowanych z instrumentów EPAM i SIS. Typowa rozdzielczość czasowa pomiarów wynosi 1 minutę. Dane są transmitowane w sposób ciągły, z prędkością 434 b/s, przez 21 godzin na dobę, do sieci stacji naziemnych pracujących dla National Oceanic and Atmospheric Administration (NOAA). Przez pozostałe 3 godziny na dobę, gdy łączność z sondą przejmuje NASA, przekazuje ona do NOAA kopię tych danych. Przesyłane są one w celu przetworzenia do należącego do NOAA ośrodka Space Weather Prediction Center w Boulder, skąd trafiają do ośrodka Space Weather Operations.
Cały proces odbioru, przetworzenia i przekazania danych do odbiorców końcowych odbywa się w czasie 5 minut od wysłania ich z pokładu sondy ACE.

## Konstrukcja sondy

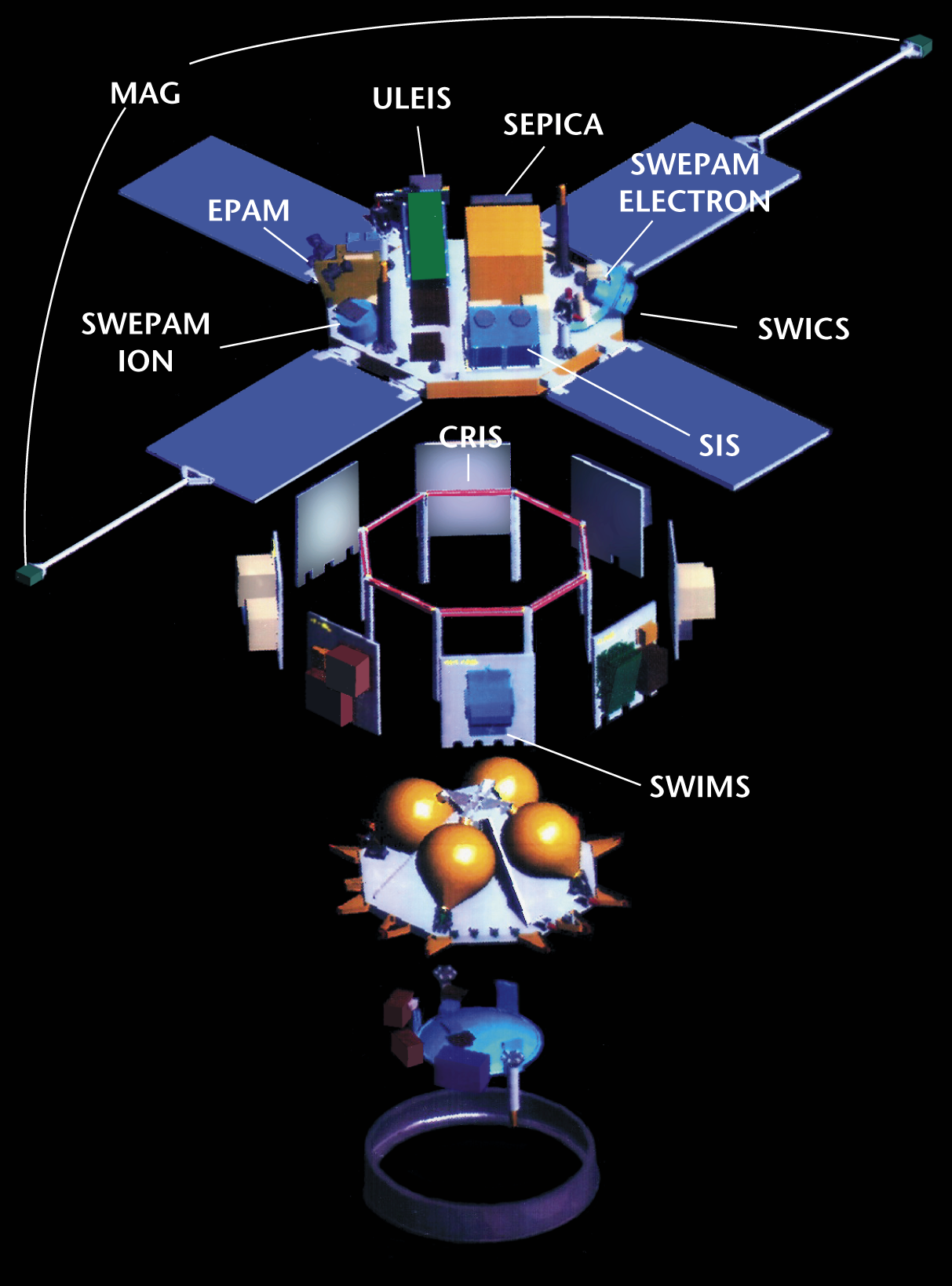
Elementy składowe sondy ACE

Kadłub sondy ACE zbudowany jest z dziesięciu płyt aluminiowych, przymocowanych do ramy z aluminium i tytanu, tworzących konstrukcję o wymiarach 142,2 × 76,2 cm. Górny i dolny pokład mają kształt oktagonów, które są połączone przez prostokątne ścianki boczne. U spodu kadłuba znajduje się wysoki na 22,9 cm cylindryczny łącznik do rakiety nośnej. Sonda jest stabilizowana obrotowo. Prędkość wirowania wynosi 5 obrotów na minutę, przy czym sonda obraca się wokół własnej osi w taki sposób, że jedna jej strona jest zawsze zwrócona w kierunku Słońca, a przeciwna w kierunku Ziemi.
Większość instrumentów (SEPICA, SIS, SWICS, SWEPAM, ULEIS, EPAM oraz S3DPU) jest przymocowanych do górnego pokładu, zwróconego w kierunku Słońca. Do bocznych ścian kadłuba przytwierdzono instrumenty CRIS i SWIMS oraz większość systemów sondy. Na dolnym pokładzie umieszczono elementy systemu łączności oraz instrument SLAM. Do boków górnego pokładu kadłuba są przymocowane cztery rozkładane skrzydła paneli słonecznych, każde o wymiarach 86,4 × 149,9 cm. Wykonane z krzemu ogniwa słoneczne dostarczają prąd o napięciu 28 V. Ich moc, na koniec 5-letniego okresu trwania misji, zaplanowano na 444 W. Do końcówek dwóch ze skrzydeł przymocowane są wysięgniki magnetometrów o długości 152,4 cm. Z rozłożonymi panelami słonecznymi i magnetometrami sonda ma całkowitą rozpiętość około 8,3 m.
Za sterowanie sondą oraz za zbieranie, formatowanie i magazynowanie danych naukowych i inżynieryjnych odpowiedzialny jest Command and Data Handling Subsystem (C&DH). W jego skład wchodzą:
- Dwa redundantne układy C&DH oparte na procesorze Harris RTX2010 programowanym w języku FORTH. Procesory wykonane w technologii CMOS/SOS są szczególne odporne na zakłócenia wywoływane przez rozbłyski słoneczne.
- Dwa półprzewodnikowe rejestratory danych (Solid State Recorders, SSRs) wykorzystujące moduły DRAM, każdy o pojemności 1,073 Gb.
- Układ sterowania zasilaniem (Power Switching component).
- Układ odpalania silników (Ordnance Fire component).

Za kontrolę położenia sondy w przestrzeni odpowiedzialny jest Attitude Determination and Control Subsystem (ADandC). W jego skład wchodzą redundantne czujniki Słońca oraz pojedynczy szukacz gwiazd.
Wewnątrz kadłuba znajdują się cztery tytanowe zbiorniki wypełnione hydrazyną, której masa wynosiła na początku misji 195 kg. Stanowi ona jednoskładnikowy materiał pędny dla 10 silników korekcyjnych (4 w osi sondy i 6 prostopadłych do niej) o ciągu 4,4 N każdy i impulsie właściwym 216 s. Silniki posłużyły do wprowadzenia sondy na orbitę wokół punktu L1 układu Ziemia – Słońce i wykorzystywane są do przeprowadzania korekt orbity oraz do kontroli prędkości wirowania i położenia sondy.
Łączność sondy z Ziemią zapewniają dwa identyczne, redundantne i niezależne systemy korzystające z pojedynczej anteny o wysokim zysku o średnicy 76 cm. W skład każdego systemu łączności wchodzi transponder z nadajnikiem o mocy 5 W, diplekser, sieć przełączników i dwie anteny śrubowe o szerokiej wiązce. Transmisja danych na Ziemię odbywa się w paśmie S, na częstotliwości 2278,35 MHz z następującymi szybkościami:
- 434 b/s – transmisja o małej szybkości i eksperyment RTSW do stacji odbiorczych NOAA;
- 6944 b/s – transmisja w czasie rzeczywistym;
- 76 384 b/s – nagrane dane z rejestratorów w połączeniu z transmisją w czasie rzeczywistym.

Komendy z Ziemi na pokład sondy przesyłane są na częstotliwości 2097,9806 MHz z szybkością 1000 b/s.

### Instrumenty sondy
Na pokładzie sondy ACE znajduje się dziewięć instrumentów naukowych, na potrzeby głównej misji, oraz jeden dodatkowy instrument inżynieryjny. Sześć spośród instrumentów stanowią spektrometry mas o wysokiej rozdzielczości. Każdy ze spektrometrów ma konstrukcję umożliwiającą uzyskiwanie optymalnej rozdzielczości ładunku i masy w określonym zakresie energii, a ich zdolności zbierające są od 10 do 1000 razy większe od wcześniej przeprowadzonych eksperymentów.
W skład ładunku wchodzą także trzy instrumenty o standardowej konstrukcji służące do monitorowania wysokoenergetycznych elektronów, protonów i jonów helu oraz magnetometr.
Z wyjątkiem jednego spektrometru, wszystkie pozostałe instrumenty sondy pracują prawidłowo (stan na styczeń 2012). Z powodu awarii zaworów kontrolujących przepływ gazu przez instrument, spektrometr SEPICA zaprzestał dostarczania danych naukowych 4 lutego 2005 i został ostatecznie wyłączony 20 kwietnia 2011.
| Instrument                                              | Opis instrumentu - Wykonawca instrumentu |
| ------------------------------------------------------- | --- |
| Solar Energetic Particle Ionic Charge Analyzer (SEPICA) | Zestaw analizatorów elektrostatycznych, liczników proporcjonalnych i detektorów półprzewodnikowych. Pomiary ładunku elektrycznego jonów (Q), energii kinetycznej (E) i liczby atomowej (Z) jonów w zakresie energii od ok. 0,2 MeV/nukleon do ok. 5 MeV/ładunek dla 2 ≤ Z ≤ 28. Masa 38,3 kg (+ S3DPU). - University of New Hampshire, Max-Planck-Institut für extraterrestrische Physik                                        |
| Ultra Low Energy Isotope Spectrometer (ULEIS)           | Spektrometr mas typu time-of-flight. Pomiary jonów w zakresie energii od ok. 20 keV/nukleon do ok. 10 MeV/nukleon dla 2 ≤ Z ≤ 28 oraz cięższych jonów (Z ≥ 28) o energii ok. 0,5 MeV/nukleon. Masa 21,9 kg. - University of Maryland, The Johns Hopkins University Applied Physics Laboratory (JHU/APL) |
| Solar Wind Ion Mass Spectrometer (SWIMS)                | Spektrometr mas typu time-of-flight. Pomiary składu chemicznego i izotopowego wiatru słonecznego oraz ładunku i prędkości jonów o energii do 10 keV/e dla 2 ≤ Z ≤ 28. Masa 8,6 kg (+ S3DPU). - University of Maryland, Universität Bern |
| Solar Wind Ion Composition Spectrometer (SWICS)         | Spektrometr mas typu time-of-flight, analizator elektrostatyczny i detektor półprzewodnikowy. Pomiary składu i ładunku oraz temperatury i prędkości jonów o energii do 100 keV/e dla 2 ≤ Z ≤ 28. Masa 6,0 kg (+ S3DPU). - University of Maryland, Universität Bern |
| Solar Isotope Spectrometer (SIS)                        | Zestaw dwóch teleskopów, każdy z 17 półprzewodnikowymi detektorami krzemowymi. Pomiary liczby atomowej, masy i energii kinetycznej jąder w zakresie energii od ok. 10 do ok. 100 MeV/nukleon dla 2 ≤ Z ≤ 30. Masa 22,4 kg. - California Institute of Technology, NASA Goddard Space Flight Center, NASA Jet Propulsion Laboratory                                                                                               |
| Cosmic Ray Isotope Spectrometer (CRIS)                  | Zestaw złożony z hodoskopu i 4 teleskopów z półprzewodnikowymi detektorami krzemowymi. Pomiary liczby atomowej, masy i energii kinetycznej jąder w zakresie energii od ok. 100 do ok. 600 MeV/nukleon dla 2 ≤ Z ≤ 30, z możliwością pomiarów ciężkich jąder do Z = 40. Masa 31,6 kg. - California Institute of Technology, NASA Goddard Space Flight Center, NASA Jet Propulsion Laboratory, Washington University in St. Louis |
| Solar Wind Electron, Proton and Alpha Monitor (SWEPAM)  | Dwa oddzielne instrumenty monitorujące elektrony i jony wiatru słonecznego. Łączna masa 6,8 kg. - SWEPAM-E – Analizator elektrostatyczny. Pomiary elektronów w zakresie energii 1 – 900 eV. - SWEPAM-I – Analizator elektrostatyczny. Pomiary jonów w zakresie energii 0,26 – 35 keV. - Los Alamos National Laboratory |
| Electron, Proton and Alpha Monitor (EPAM)               | Zestaw pięciu teleskopów z detektorami półprzewodnikowymi. Pomiary elektronów i jonów w zakresie energii od ≈ 30 keV do ≈ 5 MeV. Masa 12,8 kg. - JHU/APL |
| Magnetic Field Experiment (MAG)                         | Dwa trójosiowe magnetometry transduktorowe na wysięgnikach, w odległości 4,19 m od centrum sondy. Pomiary pól magnetycznych w zakresie od ± 4 nT do ± 65 536 nT. Masa 4,1 kg. - University of Delaware Bartol Research Institute, NASA Goddard Space Flight Center |
| Spacecraft Loads and Acoustics Measurements (SLAM)      | Instrument inżynieryjny. Pomiary wartości przyspieszeń i oddziaływań wibroakustycznych na elementy konstrukcyjne sondy w czasie pierwszych 5 minut startu. - NASA Goddard Space Flight Center |

## Przebieg misji

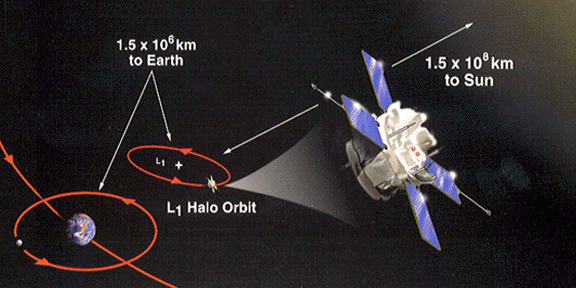
Schemat położenia orbity sondy ACE względem Ziemi i Słońca

Start sondy ACE nastąpił 25 sierpnia 1997, ze stanowiska startowego LC17A na Cape Canaveral Air Force Station. Po wejściu na wstępną orbitę parkingową, powtórny zapłon drugiego członu rakiety nośnej Delta wprowadził sondę na wydłużoną orbitę eliptyczną o perygeum 177 km i apogeum 1,37 mln km. Po osiągnięciu apogeum, około miesiąc od startu, sonda wykonała serię manewrów korekcyjnych, po których w dniach od 9 grudnia do 12 grudnia 1997 wykonano manewry wejścia na orbitę wokół punktu L1 układu Ziemia – Słońce. Półoś wielka osiągniętej orbity Lissajous wynosi około 200 tys. km.
21 stycznia 1998 misja sondy została uznana za operacyjną. Projektowany czas jej funkcjonowania wynosił 5 lat, misja została jednak przedłużona. Kierownictwo misji przewiduje (stan na styczeń 2012), że zapas paliwa na pokładzie dla silników manewrowych wystarczy do utrzymania pracy sondy ACE do 2024 roku.